# Halil Çolak
İbrahim Halil Çolak (* 29. Januar 1988 in Deventer) ist ein niederländisch-türkischer Fußballspieler.

## Karriere
Halil Çolak kam als Sohn türkischer Gastarbeiter in Deventer zur Welt. Hier begann er in der Jugend von IJsselstreek mit dem Vereinsfußball und wechselte später in die Jugend von Go Ahead Eagles Deventer. Als letztes ging er dann zur Jugend von FC Twente Enschede.
Bei Twente Enschede erhielt er im Frühjahr 2008 einen Profivertrag, wurde aber gleich zwecks Spielpraxis an den Eerste Divisie Verein SC Cambuur. Bis zum Saisonende machte er elf Ligapartien und erzielte dabei einen Treffer.
Die neue Saison verbrachte er als Leihgabe bei seinem früheren Klub Go Ahead Eagles. Hier erzielte er in 23 Ligapartien sechs Treffer. Durch diese erbrachte Leistung wechselte er dann zur Spielzeit 2009/10 samt Ablöse zu Go Ahead Eagles. In seiner zweiten Saison konnte er seine Leistung weiter steigern. Mit zehn Treffern in 27 Spielern hatte aber großen Anteil daran, dass sein Verein bis zum Play-off-Halbfinale der Eerste Divisie kam und hier in vorletzter Instanz den Aufstieg in die Eredivisie verpasste.
Zu dieser Zeit wurde er massiv von den Scout Galatasaray Istanbul beobachtet und ihm ein Angebot unterbreitet. Der Wechsel scheiterte dann schließlich.
Im Sommer 2011 einigte Çolak sich überraschend mit dem türkischen Erstligisten Kasımpaşa Istanbul und überschrieb hier einen 5-Jahres-Vertrag. Hier fand er vom Trainer Yılmaz Vural wenig Beachtung und machte unter ihm lediglich zwei Ligaspiele als Einwechselspieler.
Zur Winterpause ersetzte Kasımpaşa den Trainer Vural durch Fuat Çapa. Çapa war mehrere Jahre als Trainer in den Niederlanden tätig und versuchte bereits damals Çolak zu seinem damaligen Verein MVV Maastricht zu holen. Dieser Transfer kam durch die Haltung der Klubführung nicht zustande. Unter Çapa gelang Çolak der Sprung in die Stammformation. Er erzielte bis zum Saisonende in 18 Ligapartien fünf Treffer und zählte zu den Shooting Stars der Rückrunde. Nachdem sein Verein den Klassenerhalt nicht geschafft hatte, ging Çolak mit seinem Verein in die TFF 1. Lig.
Ende März 2014 löste Kasımpaşa den noch bis Mai 2015 gültigen Vertrag von Çolak vorzeitig auf und begründete diese Entscheidung damit, dass der Spieler ein Verhalten gezeigt hatte welches nicht mit den Vereinsregeln und -philosophie übereinstimmte.
Zur Saison wurde er vom Erstligisten Akhisar Belediyespor verpflichtet. Von diesem Verein wurde er für die Rückrunde der Saison 2015/16 an den Zweitligisten Şanlıurfaspor ausgeliehen. Nachdem er im Sommer 2016 von Şanlıurfaspor zurückgekehrt war, wurde sein Vertrag mit Akhisar Belediyespor vorzeitig aufgelöst.
Zur Saison 2016/17 wechselte er zum Drittligisten İstanbulspor, mit dem er gleich 2017 den Aufstieg feierte. Nach drei Jahren als Stammspieler wechselte er zu Balikesirspor, wohin er nach kurzem Gastspiel in Samsun auch wieder zurückkehrte.

## Erfolge
Mit Kasımpaşa Istanbul
- Play-off-Sieger der TFF 1. Lig und Aufstieg in die Süper Lig: 2011/12

Mit İstanbulspor
- Meister der TFF 2. Lig und Aufstieg in die TFF 1. Lig: 2016/17